# Yang Kyong-Il
Yang Kyong-Il, född 7 augusti 1989 i Pyeongyang, Nordkorea, är en nordkoreansk brottare som tog OS-brons i bantamviktsbrottning vid de olympiska brottningstävlingarna 2012 i London. 